# Cachoeira de Minas
Cachoeira de Minas là một đô thị thuộc bang Minas Gerais, Brasil. Đô thị này có diện tích 305,42 km², dân số năm 2007 là 10820 người, mật độ 37,5 người/km².